# 寬尾黏盲鰻
寬尾黏盲鰻，為盲鳗科黏盲鰻屬的其中一種，分布於西南太平洋紐西蘭外海海域，為深海魚類，棲息深度可達811公尺，體延長呈圓柱狀，體後方側扁，眼退化為皮膚所覆蓋，無上下頜，口腔外緣具3對鬚，7個對鰓囊，口前後列具有3尖牙，在前列11-13顆; 在後列有9個單犬齒，14-15個前鰓黏液孔、57-58個軀幹黏液孔、13-14個尾部黏液孔，共92個，腹面鰭褶突出，體長可達127.5公分，主要棲息在大陸坡泥底部，屬肉食性，主要以腐屍為食，沒有交配器官，性腺位於腹膜腔內，卵巢位於性腺的前部，睾丸位於性腺的後部，若性腺的顱部發育，則成為雌性；若性腺的尾部發生分化，則成為雄性，生活習性不明。